# آنا کارنینا
آنا کارِنینا (به روسی: Анна Каренина) تلفظ صحیح نام "آنا کارِنینا" به روسی به این صورت است: [ˈænə kɐˈrʲenʲɪnə]

## داستان
آنا کرنینا رمانی پیچیده در هشت قسمت، با بیشتر از دوازده شخصیت اصلی، در بیش از ۸۰۰ صفحه و به‌طور معمول دوجلدی است. محتوای داستان به خیانت، ایمان، خانواده، ازدواج، جامعۀ اشرافی روسیه، آرزو و زندگی روستایی و شهری می‌پردازد. طرح اصلی داستان حول یک رابطۀ خارج از ازدواج بین آنا و افسر خوش قیافهٔ سواره نظام، کنت الکسی کیریلوویچ ورونسکی گسترش می‌یابد که در محافل اجتماعیِ سن پترزبورگ رسوایی به بار می‌آورد و دو جوانِ عاشق به اجبار در جستجوی خوشبختی به ایتالیا می‌گریزند. پس از بازگشت آنها به روسیه، زندگی آن‌ها از هم دورتر می‌شود.

### بخش اول
شاهزاده استپان آرکادیویچ اُبلونسکی (که با نام کوچک «استیوا» در رمان از او نام برده می‌شود)، یکی از اشراف مسکو و کارمندی دولتی است که به همسرش شاهزاده داریا الکساندرونا ("دالی") خیانت کرده است. دالی رابطۀ شوهر خود با معلمۀ فرانسوی بچه‌هایش را می‌فهمد و وضعیت خانواده آشفته و نابسامان می‌شود. استیوا به خواهرش، آنا آرکادیونا کارنینا، وضعیت خانواده را اطلاع می‌دهد و آنا برای آرام کردن اوضاع راهی مسکو می‌شود.
در همین حال، دوست دوران کودکی استیوا، کنستانتین دیمیتریویچ لوین ("کوستیا") با هدف خواستگاری از کوچک‌ترین خواهر دالی، شاهزاده کاترینا الکساندرونا شرباتسکایا ("کیتی") وارد مسکو می شود. کوستیا یک زمیندار اشرافی پرشور و بی قرار اما خجالتی است که برخلاف دوستان مسکویی‌اش، تصمیم می گیرد در املاک بزرگ خود زندگی کند. او متوجه می شود که کنت الکسی کریلوویچ ورونسکی، افسر سواره نظام ارتش نیز خاطرخواه کیتی است.
استیوا برای استقبال از خواهرش به ایستگاه راه‌آهن می‌رود و آنجا با کنت ورونسکی برخورد‌ می‌کند که او هم برای استقبال از مادرش، کنتس ورونسکایا، به ایستگاه آمده‌است. آنا و ورونسکایا در طی سفر، در یک واگن بوده‌اند و باهم صحبت کرده‌اند. وقتی که ورونسکی در کوپه به سراغ مادرش می‌رود، آنا را برای اولین بار می‌بیند، یک کارگر راه آهن به طور تصادفی جلوی قطار می‌افتد و کشته می‌شود. آنا این حادثه را بدشگون تعبیر می‌کند.
در خانه استیوا، آنا صریحا با دالی در مورد رابطه استیوا صحبت می‌کند و او را متقاعد می‌سازد که استیوا با وجود خیانت هنوز او را دوست دارد. دالی تحت تأثیر صحبت های آنا قرار می‌گیرد و تصمیم می گیرد استیوا را ببخشد.
کیتی، خواهر دالی، هجده سال دارد. به عنوان یک دختر دم‌بخت از یک خانواده اشرافی، انتظار می‌رود که مردی هم‌شأن و رتبه‌ی او، از او تقاضای ازدواج کند. ازقضا کنت ورونسکی در محافل سن‌پترزبورگ، به او توجه ویژه‌ای نشان داده است. کیتی به خانه استیوا می‌رود تا با خواهرش و آنا ملاقات کند. کیتی از زیبایی و شخصیت آنا بسیار تحت تأثیر قرار می گیرد و به همان اندازه که شیفته ورونسکی می شود، شیفته او می شود. وقتی کوستیا در خانه ی شاهزاده شرباتسکی از کیتی خواستگاری می کند، کیتی به طرز ناشیانه ای درخواست او را رد می کند، زیرا عاشق ورونسکی است و معتقد است که ورونسکی از او خواستگاری خواهد کرد. مادر کیتی، شاهزاده شرباستکایا، با ازدواج کیتی و کوستیا ناموافق است زیرا معتقد است که ورونسکی همسر بهتری است. (برخلاف پدر کیتی، که طرفدار کوستیا است).
کیتی و ورونسکی در مراسم رقصی حضور دارند که آنا هم در آن حاضر است. کیتی در رقص انتظار دارد که چیزی قطعی از ورونسکی بشنود، اما ورونسکی در عوض آنا را به عنوان شریک رقص انتخاب می‌کند و این کار، کیتی را در شوک و دلشکستگی فرو‌ می‌برد. کیتی متوجه می شود که ورونسکی عاشق آنا شده و علی‌رغم ابراز علاقه‌ی آشکارش، قصد ازدواج با او را ندارد. ورونسکی تعاملات خود با کیتی را صرفاً به عنوان یک سرگرمی در نظر گرفته است و فرض می کند که کیتی هم همین نظر را دارد. آنا که از واکنش عاطفی و فیزیکی خود در رقص با ورونسکی قلبش می‌لرزد، بلافاصله به سن‌پترزبورگ باز می گردد. ورونسکی با همان قطار به سن‌پترزبورگ می‌رود. در یک ملاقات، ورونسکی به عشق خود اعتراف می کند. آنا امتناع می‌ورزد، اما عمیقا تحت تأثیر او قرار می‌گیرد.
کوستیا که از رد درخواستش توسط کیتی بسیار آشفته و ناراحت می‌شود، به املاک خود باز می‌گردد و از ازدواج با کیتی ناامید می‌شود. آنا به نزد همسرش، کنت الکسی الکساندرویچ کارنین، یک مقام ارشد دولتی، و پسرش، سریوژا، در سن‌پترزبورگ باز می‌گردد.

### بخش دوم
بعد از طرد شدن کیتی از جانب ورونسکی، کیتی دچار مشکلات روانی می‌شود؛ به همین خاطر خانواده شرباتسکی برای بازیابی سلامتی او با پزشکان مشورت می‌کنند. یک متخصص توصیه می‌کند که کیتی برای بهبودی باید به یک چشمه آب گرم در خارج از کشور برود. دالی با کیتی صحبت می‌کند و می‌فهمد که کیتی هم  به خاطر ورونسکی غصه دارد و هم به‌خاطر این که کوستیا را طرد کرده، در حالی که دوستش دارد، در عذاب است.
در اوج خشم کیتی از برانگیخته شدن احساساتش، او  خواهرش را با اشاره به خیانت استیوا ناراحت می‌کند و می‌گوید که او هرگز نمی‌تواند مردی را که به او خیانت کرده است دوست داشته باشد. در همین حال، استیوا در حالی که یک قطعه زمین را، که حوالی املاک کوستیا است، می فروشد، برای شکار و استراحت به‌خانه او می‌رود.
در سن پترزبورگ، آنا شروع به گذراندن زمان بیشتری در حلقه درونی پرنسس الیزاوتا ("بتسی") می‌کند. بتسی فردی برجسته در اجتماع سن‌پترزبورگ است که پسر عموی ورونسکی است. ورونسکی به تعقیب آنا ادامه می‌دهد. اگرچه، آنا در ابتدا سعی می‌کند او را طرد کند، اما در نهایت تسلیم عشق او می‌شود و رابطه‌ای عاشقانه بین آن دو شکل می‌گیرد. در همین حال، کارنین به همسرش، درباره‌ی توجه خارج از حد به ورونسکی در ملاء عام تذکر می‌دهد که باعث دامن زدن به شایعات است. او نگران وجهه عمومی خودشان است، اگرچه به اشتباه معتقد است که رفتار آنا اصلا مشکوک نیست.
ورونسکی، که در اسب‌سواری ماهر است، در مسابقه‌ی اسب دوانی شرکت می‌کند. اودر طی آن مسابقه، اسب خود (فرو-فرو) را تحت فشار شدید قرار می‌دهد. بی‌توجهی  او باعث سقوط و شکستن کمر اسبش می‌شود. آنا، که در بین تماشاچیان مسابقه حاضر است، نمی تواند ناراحتی خود را در طی این حادثه پنهان کند. قبل از این مسابقه، آنا به ورونسکی گفته بود که از او باردار است. کارنین نیز در مسابقات حضور دارد. او به آنا می‌گوید که رفتارش نامناسب است. پس از مسابقه و در مسیر برگشت به خانه،  آنا در حالت پریشانی به رابطه خود نزد شوهرش اعتراف می‌کند. کارنین از او می‌خواهد که این رابطه را قطع کند تا از شایعات بیشتر جلوگیری شود، زیرا معتقد است که ازدواج آن‌ها حفظ خواهد شد.
کیتی و مادرش به یک چشمه آب‌گرم در آلمان سفر می‌کنند تا کیتی سلامتی خود را بازیابد. آن‌ها در آنجا با بانویی معلول به نام (مادام اشتال) ملاقات می‌کنند که (وارنکا)، دختر خوانده‌ی مهربان و خوش‌اخلاقش، او را همراهی می‌کند. کیتی تحت تأثیر وارنکا به شدت مذهبی می‌شود و شروع به انجام کارهای خیرخواهانه می‌کند؛ اما وقتی پدرش به آنها ملحق می‌شود، به کیتی اطلاع می‌دهد که مادام اشتال وانمود می‌گند که معلول است. این باعث سرخوردگی کیتی می‌شود. بعد ار مدتی خانواده شرباتسکی به مسکو بازمی‌گردند.

### بخش سوم
کوستیا به کار در املاک خود ادامه می‌دهد، محیطی که نزدیک به افکار و کشمکش های درونی اوست. او با ایده دورویی دست و پنجه نرم می‌کند، به این فکر می‌کند که چگونه باید خود را از شر آن خلاص کند، و از آنچه در دیگران احساس دورویی می‌کند انتقاد می‌کند. او ایده‌های مربوط به کشاورزی و رابطه منحصر به فرد بین کارگر کشاورزی و سرزمین مادری و فرهنگ خود را توسعه می‌دهد. او معتقد است که اصلاحات کشاورزی اروپا به دلیل فرهنگ و شخصیت منحصر به فرد دهقان روسی در روسیه کارساز نخواهد بود.
دالی به ملک خود در نزدیکی املاک کوستیا می‌رود. در ملاقات دالی با کوستیا، دالی سعی می‌کند بفهمد بین او و کیتی چه اتفاقی افتاده‌است و رفتار کیتی را توضیح دهد. کوستیا از صحبت‌های دالی در مورد کیتی بسیار برانگیخته می‌شود و احساس دوری از دالی به او دست می‌دهد؛ زیرا رفتار محبت آمیز او با فرزندانش را نادرست(دروغین) می‌داند. کوستیا تصمیم می گیرد کیتی را فراموش کند و به احتمال ازدواج با یک زن دهقانی فکر می کند. با این حال، مشاهده تصادفی کیتی در کالسکه(به هنگام برگشت از چشمه آب گرم) باعث می شود که کوستیا متوجه شود که هنوز او را دوست دارد. در همین حال، در سن پترزبورگ، کارنین از جداشدن از آنا خودداری می‌کند و اصرار دارد که رابطه آنها ادامه خواهد داشت. کارنین تهدید می کند که اگر آنادر رابطه خود با ورونسکی پافشاری کند، سریوژا را با خود را خواهد برد.

### بخش چهارم
آنا و ورونسکی همچنان به دیدار یکدیگر ادامه می دهند. کارنین با یک وکیل در مورد طلاق مشورت می‌کند. در آن زمان، طلاق در روسیه فقط می‌توانست توسط طرف بی گناه در یک رابطه درخواست شود و مستلزم این بود که طرف گناهکار اعتراف کند یا اینکه طرف گناهکار در حین عمل زنا مشاهده شود. کارنین آنا را مجبور می‌کند تا برخی از نامه‌های عاشقانه ورونسکی را تحویل دهد، که وکیل آن‌ها را برای اثبات رابطه کافی نمی‌داند. استیوا و دالی علیه تلاش کارنین برای طلاق بحث می کنند.
کارنین پس از شنیدن اینکه آنا پس از تولد دشوار دخترش (آنی) در حال مرگ است، نظر خود در مورد طلاق را تغییر می دهد. در کنار بالین او، کارنین ورونسکی را می بخشد. با این حال، ورونسکی که از بزرگواری کارنین خجالت زده است، با شلیک گلوله به خود اقدام به خودکشی ناموفق می کند. هنگامی که آنا بهبود می یابد، متوجه می شود که با وجود بخشش کارنین و وابستگی او به آنی، نمی تواند زندگی با کارنین را تحمل کند. وقتی می شنود که ورونسکی قصد دارد برای یک پست نظامی به تاشکند برود، ناامید می شود. آنا و ورونسکی به ایتالیا فرار می کنند و پسر آنا، سریوژا، را رها می‌کنند.
در همین حال، استیوا برای ازسرگیری روابط بین کوستیا و کیتی تلاش می‌کند. او ملاقاتی بین کوستیا و کیتی ترتیب می‌دهد که منجر به آشتی و نامزدی آنها می شود.

## ترجمه‌های فارسی
- آنا کارنینا. ترجمهٔ مشفق همدانی (۱۳۴۲). انتشارات امیرکبیر[۱]
- آنا کارنینا. ترجمهٔ سیدمحمدعلی شیرازی (۱۳۴۸)، انتشارات ساحل[۲]
- آنا کارنینا. ترجمهٔ قازار سیمونیان، انتشارات سمیر و گوتنبرگ[۳]
- آنا کارنینا. ترجمهٔ سروش حبیبی (۱۳۷۸). انتشارات نیلوفر[۴]
- آنا کارنینا. ترجمهٔ محمد مجلسی (۱۳۸۲)، انتشارات دنیای نو[۵]
- آنا کاری‌نینا. ترجمه حمیدرضا آتش برآب (۱۳۹۹)، انتشارات علمی و فرهنگی[۶]